# Unzucht (Band)
Unzucht ist eine 2009 in Hannover gegründete Rockband. Die Bandmitglieder wohnen in Hameln, Leipzig, Bad Bevensen und Wildpoldsried. Musikalisch sind Unzucht im Dark Rock und Alternative Metal angesiedelt.

## Geschichte

### Gründung und erste Schritte (2009–2011)
Unzucht wurde 2009 von Daniel Schulz, Daniel De Clercq, Tom Schindler und Toby Fuhrmann gegründet. Ihre erste EP Engel der Vernichtung erschien noch im Gründungsjahr in Eigenregie. Es folgte am 23. Dezember 2009 das erste Konzert.
Bereits 2010 spielten Unzucht auf großen Musikfestivals, wie dem Rockharz Open Air und dem Masters of Rock. Auf dem M’era Luna Festival 2010 traten sie auf der Main Stage auf, nachdem sie von den Besuchern vorab zum „Newcomer des Jahres“ gewählt worden waren. Es folgten Shows als Vorgruppe von Lacrimas Profundere und Coppelius. In der gleichen Zeit erschienen einige Samplerbeiträge, u. a. beim Musikmagazin Zillo.
Im Jahr 2011 spielten Unzucht mit unter anderem Mono Inc., Jennifer Rostock und End of Green. Ende des Jahres gingen sie auf ihre erste Tour – als Support von Stahlmann – und unterschrieben ihren ersten Plattenvertrag beim Label NoCut.

### Todsünde 8, Rosenkreuzer, Venus Luzifer (2012–2015)
Am 20. April 2012 erschien die EP Deine Zeit läuft ab, zu der parallel ein Musikvideo veröffentlicht wurde. Am 21. September 2012 folgte dann das Debütalbum Todsünde 8, das von der Fachpresse positiv aufgenommen wurde. Metal.de lobte das Album als „runde Platte, die für ein Debüt auch produktionstechnisch qualitativ mehr als hochwertig“ sei, während kritische Stimmen anmerkten, der Anteil an bekanntem Material sei verhältnismäßig hoch, das Album würde wenig Neues bieten.
Musikalisch werden Vergleiche zu Rammstein und Eisbrecher gezogen. Todsünde 8 erreichte Platz 3 der „Deutschen Alternative Charts“.
Unzucht gingen dann drei Monate auf Tour – zunächst als Support von Mono Inc. auf deren „After The War“ Tour, anschließend mit Megaherz auf deren „Götterdämmerung“ Tour und zum Abschluss des Jahres bei den Dark End Festivals in fünf deutschen Großstädten.
Im Frühjahr 2013 spielte Unzucht zusammen mit Lord of the Lost die Co-Headliner-Tour Darkness Kills.
Das zweite Studioalbum Rosenkreuzer erschien im Oktober 2013 und stieg auf Platz 61 der deutschen Albumcharts ein. Der Release wurde mit der ersten eigenen Headliner-Tour zelebriert, bei der unter anderem Darkhaus und Vlad in Tears als Vorgruppen auftraten.
Ein Jahr später erschien mit Venus Luzifer im November 2014 bereits das dritte Album der Unzucht, mit dem die Band natürlich auch auf Tour ging: Die Eisheilige Nacht mit Subway to Sally, Saltatio Mortis und Heldmaschine.
Im Januar 2015 startete dann die eigentliche Venus Luzifer Tour mit der amerikanischen Gruppe Death Valley High als Vorband, in deren Verlauf Unzucht auch das erste Mal in London auftrat.
Im Sommer 2015 erschien die EP Schweigen/Seelenblind, die ein paar zuvor unveröffentlichte Songs und Remixe beinhaltete. Nach Abschluss des zweiten Tourteils der Venus Luzifer Tour, bei dem Erdling als Vorgruppe fungierten, unterschrieben Unzucht schließlich im November 2015 bei Out of Line als neuem Label.

### Neuntöter, Widerstand, Akephalos (2016–2019)
Als erstes Lebenszeichen bei Out Of Line erschien am 11. März 2016 die EP Kettenhund, auf der sich unter anderem ein Remix des Titelsongs von Die Krupps befindet. Die CD war auf 999 handnummerierte Exemplare limitiert.
Es folgte eine Europatournee, in deren Verlauf Unzucht als Vorgruppe von sowohl Eisbrecher als auch Oomph! und Puddle of Mudd in Deutschland, Frankreich, Spanien, England, Schottland und der Schweiz auftrat.
Im Anschluss ging die Band ins Studio, um das vierte Album, Neuntöter, aufzunehmen, welches am 2. September 2016 erschien und Platz 16 der deutschen Albumcharts erreichte. Im Anschluss ging es auf Headliner-Tour bis zum Ende des Jahres mit Auftritten in England, Schottland, Frankreich, Österreich und Deutschland.
2017 wurden nicht nur das erste Mal Unzucht-Shows in Russland gespielt, es folgten auch Auftritte auf den renommierten Festivals Summer Breeze und Greenfield Festival.
Da das Unzucht-Konzert bei der Neuntöter-Tour im Knust (Hamburg) am 25. November 2016 aufgezeichnet worden war, erschienen diese Aufnahmen am 1. September 2017 als Live-CD/DVD-Package Widerstand (Live in Hamburg) und erreichten Platz 62 der deutschen Albumcharts. Danach tourte die Unzucht als Special Guest von Eisbrecher auf deren Sturmfahrt durch Deutschland, Österreich, Schweiz, Holland und Frankreich. Anschließend folgte noch eine Headliner-Clubtour mit Hell Boulevard als Support unter dem Namen Widerstand Tour.
Um ihr Debütalbum Todsünde 8, das seinerzeit keine eigene Headliner-Tour abbekommen hatte, nachträglich zu würdigen, spielten Unzucht im März und April 2018 unter dem Titel Todsünde Total einige Shows in Deutschland, bei der sie sämtliche Songs der Platte live darboten.
Den Studioaufnahmen, die bereits im Januar des Jahres begonnen hatten, folgte am 27. Juli die Veröffentlichung des fünften Albums Akephalos, benannt nach dem kopflosen Dämon Akephalos aus der griechischen Mythologie. Das Album erreichte am gleichen Tag Platz 15 der deutschen Albumcharts, als Unzucht zum ersten Mal beim Wacken Open Air auftraten.
Am 8. August 2018 gab Bassist Blaschke aus persönlichen Gründen den Austritt aus der Band bekannt. Bereits ab 18. August stand die Band allerdings wieder auf der Bühne und spielte mit Don Canone als neuem Bassisten weitere Auftritte. Die Akephalos-Tour startete am 2. November in Paris und endete am 22. Dezember in Hannover.
Obwohl eigentlich als „Jahr ohne Tour“ angedacht, spielten Unzucht 2019 letzten Endes doch über ein Dutzend Konzerte, nahmen aber in der Zwischenzeit neue Songs auf, von denen am 6. Dezember 2019 Nein als erste Single eines kommenden Albums veröffentlicht wurde. Nein erreichte Platz 2 der „Deutschen Alternative Charts“.

### Jenseits der Welt, Chaosmagie (2020–2023)
Am 7. Februar 2020 erschien das sechste Unzucht-Studioalbum Jenseits der Welt. Es erreichte Platz 9 der deutschen Albumcharts.
Die Jenseits-Tour konnte schließlich nach mehrmaligen Verschiebungen aufgrund der COVID-19-Pandemie ab März 2022 nachgeholt werden. Auch das ursprünglich für 2020 geplante bislang größte Konzert der Band mit mehr als 1000 Besuchern konnte am 10. September 2022 im Capitol (Hannover) stattfinden.
Am 9. September erschien die Single Wo die Stimmen schweigen als Vorbote des am 21. Oktober 2022 folgenden Best-Of-Doppelalbums Chaosmagie, auf welchem sich diverse Neuaufnahmen sowie Raritäten, B-Seiten und Remixe befinden. Die Veröffentlichung wurde am 29. April 2023 mit einer Clubshow in Hameln zelebriert.
Nachdem Sänger Daniel Schulz Mitte 2023 bekanntgab, bei Oomph! als neuer Sänger einzusteigen, trennte sich der Rest der Band im November 2023 von ihm. Das letzte gemeinsame Konzert fand am 16. Dezember 2023 in Hannover statt.

### Sängerwechsel und Neuorientierung (ab 2024)
Am 15. Mai 2024 wurde Timm Hindorff via Social Media als neuer Sänger der Unzucht bekannt gegeben.
Der erste Auftritt in der neuen Besetzung fand am 6. Juli 2024 beim Castle Rock Festival auf Schloss Broich in Mülheim an der Ruhr statt.
Im Oktober 2024 spielten Unzucht mehrere Shows als Special Guest der finnischen Rockband The 69 Eyes in Deutschland und der Schweiz.

## Trivia
In Episode 4 von Staffel 2 der deutschen Netflix-Serie Biohackers (2021) ertönt der Song Unzucht von Unzucht, als Ole die Bewegungsdaten von Winters Fahrzeug auslesen will.

## Diskografie
Studioalben

| Jahr | Titel Musiklabel                          | Höchstplatzierung, Gesamtwochen, AuszeichnungChartplatzierungen (Jahr, Titel, Musiklabel, Platzierungen, Wochen, Auszeichnungen, Anmerkungen) | Höchstplatzierung, Gesamtwochen, AuszeichnungChartplatzierungen (Jahr, Titel, Musiklabel, Platzierungen, Wochen, Auszeichnungen, Anmerkungen) | Höchstplatzierung, Gesamtwochen, AuszeichnungChartplatzierungen (Jahr, Titel, Musiklabel, Platzierungen, Wochen, Auszeichnungen, Anmerkungen) | Anmerkungen                              |
| Jahr | Titel Musiklabel                          | DE | AT | CH | Anmerkungen                              |
| ---- | ----------------------------------------- | --- | --- | --- | ---------------------------------------- |
| 2012 | Todsünde 8 NoCut Entertainment (SPV)      | — | — | — | Erstveröffentlichung: 21. September 2012 |
| 2013 | Rosenkreuzer NoCut Entertainment (SPV)    | DE61 (1 Wo.)DE | — | — | Erstveröffentlichung: 20. September 2013 |
| 2014 | Venus Luzifer NoCut Entertainment (SPV)   | DE76 (1 Wo.)DE | — | — | Erstveröffentlichung: 14. November 2014  |
| 2016 | Neuntöter Out of Line Music (RTD)         | DE16 (1 Wo.)DE | — | — | Erstveröffentlichung: 2. September 2016  |
| 2018 | Akephalos Out of Line Music (RTD)         | DE15 (1 Wo.)DE | — | — | Erstveröffentlichung: 27. Juli 2018      |
| 2020 | Jenseits der Welt Out of Line Music (RTD) | DE9 (1 Wo.)DE | — | — | Erstveröffentlichung: 7. Februar 2020    |